# Distretto di İspir
Il distretto di İspir (in turco İspir ilçesi) è uno dei distretti della provincia di Erzurum, in Turchia.